# Восход Солнца с морскими чудовищами
«Восход Солнца с морскими чудовищами» — картина английского живописца Уильяма Тёрнера, написанная в 1845 году. 

## Композиция картины
Картина имеет характер аллегорически-красочной фантасмагории, наполненной символами и полутонами. На картине изображен туманный ярко-жёлтый расплывчатый восход солнца над бурным серым морем. Скрывающиеся в левом нижнем углу розовые и красные завитки — это так называемые морские чудовища. Картина написана в прибрежном английском городе Маргит. Находится в постоянной коллекции галереи Тейт.

## Интерпретации
Помимо основных элементов, интерпретации картины являются источником множества исследований и открыты для спекуляций. Первоначально, когда было создано название картины, в нем указывалось только одно чудовище. Галерея Тейт утверждает, что «монстры» — это просто рыбы. Критик Джеймс Гамильтон предполагает, что туман может скрывать паровую лодку, поглощаемую гигантскими рыбами или китами, которые были предметом многих поздних работ Тёрнера. Эта теория парохода согласуется с интерпретацией многих других поздних работ Тернера как ответа на технологические изменения, вызванные промышленной революцией. Другие источники утверждают, что монстры на самом деле настоящие. Майкл Бокемюль предполагает, что водовороты объединяются, образуя единое чудовище с большими глазами и открытым ртом, плывущее к наблюдателю.